# Sistema Cronquist
Il sistema Cronquist è una schematizzazione per la classificazione delle angiosperme (piante con fiori). Questo sistema venne sviluppato da Arthur Cronquist nei suoi testi: An Integrated System of Classification of Flowering Plants (1981) e The Evolution and Classification of Flowering Plants (1988).
Il sistema Cronquist colloca le piante in due grandi classi, monocotiledoni e dicotiledoni. Gli ordini correlati sono posizionati in sottoclassi.
Questo schema è ancora largamente utilizzato, ma è parzialmente superato dall'opera di classificazione delle angiosperme dell'Angiosperm Phylogeny Group (classificazione APG).

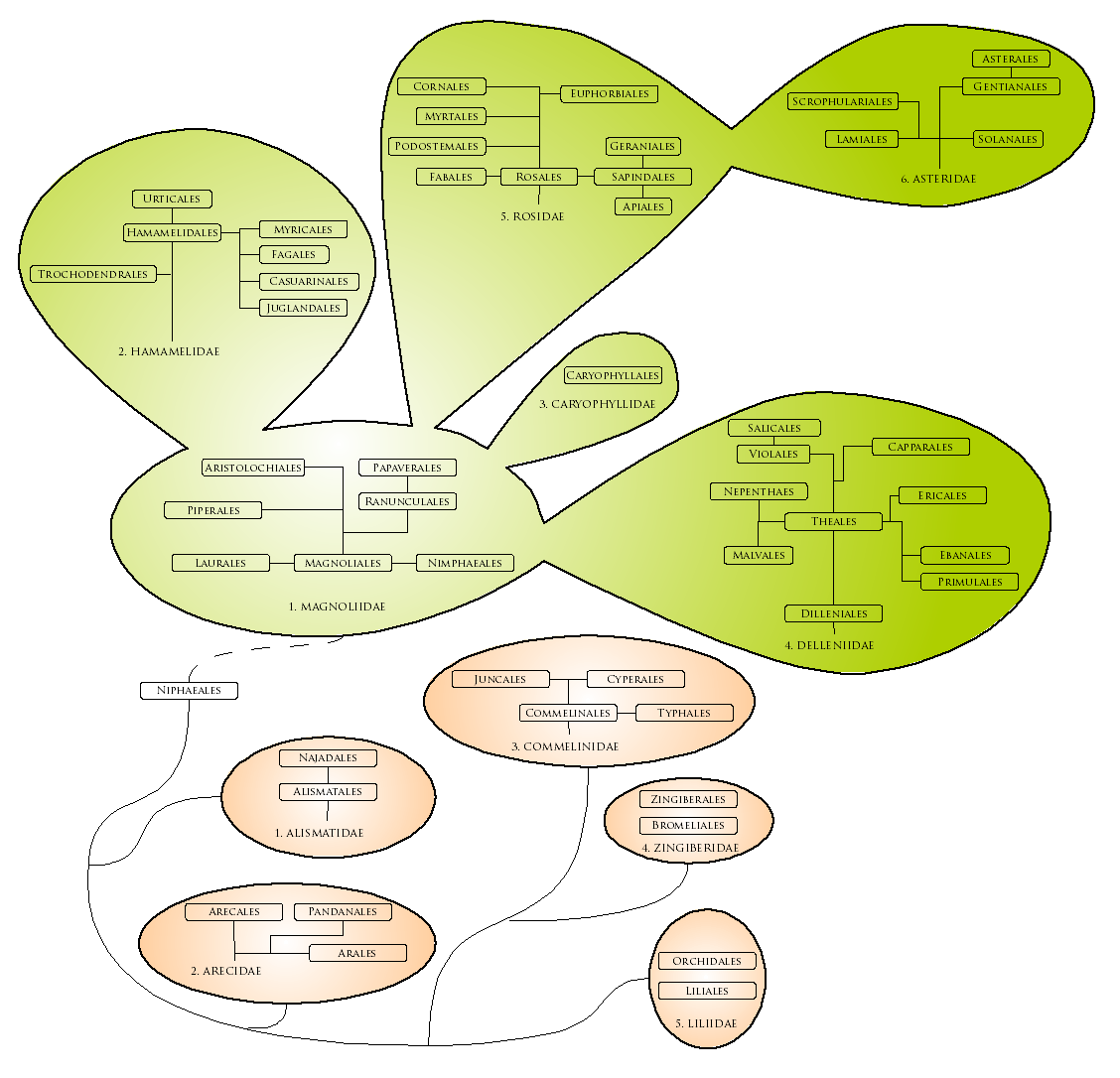
L'emersione dall'acqua. Evoluzione delle Magnoliophyta

## Classe Magnoliopsida (dicotiledoni)

### Sottoclasse Magnoliidae
1. Ordine Magnoliales
  1. Winteraceae
  2. Degeneriaceae
  3. Himantandraceae
  4. Eupomatiaceae
  5. Austrobaileyaceae
  6. Magnoliaceae
  7. Lactoridaceae
  8. Annonaceae
  9. Myristaceae
  10. Canellaceae
2. Ordine Laurales
  1. Amborellaceae
  2. Trimeniaceae
  3. Monimiaceae
  4. Gomortegaceae
  5. Calycanthaceae
  6. Idiospermaceae
  7. Lauraceae
  8. Hernandiaceae
3. Ordine Piperales
  1. Chloranthaceae
  2. Saururaceae
  3. Piperaceae
4. Ordine Aristolochiales
  1. Aristolochiaceae
5. Ordine Illiciales
  1. Illiciaceae
  2. Schisandraceae
6. Ordine Nymphaeales
  1. Nelumbonaceae
  2. Nymphaeaceae
  3. Barclayaceae
  4. Cabombaceae
  5. Ceratophyllaceae
7. Ordine Ranunculales
  1. Ranunculaceae
  2. Circaeasteraceae
  3. Berberidaceae
  4. Sargentodoxaceae
  5. Lardizabalaceae
  6. Menispermaceae
  7. Coriariaceae
  8. Sabiaceae
8. Ordine Papaverales
  1. Papaveraceae
  2. Fumariaceae

### Sottoclasse Hamamelidae
1. Ordine Trochodendrales
  1. Tetracentraceae
  2. Trochodendraceae
2. Ordine Hamamelidales
  1. Cercidiphyllaceae
  2. Eupteliaceae
  3. Platanaceae
  4. Hamamelidaceae
  5. Myrothamnaceae
3. Ordine Daphniphyllales
  1. Daphniphyllaceae
4. Ordine Didymelales
  1. Didymelaceae
5. Ordine Eucommiales
  1. Eucommiaceae
6. Ordine Urticales
  1. Barbeyaceae
  2. Ulmaceae
  3. Cannabaceae
  4. Moraceae
  5. Cecropiaceae
  6. Urticaceae
7. Ordine Leitneriales
  1. Leitneraceae
8. Ordine Juglandales
  1. Rhoipteleaceae
  2. Juglandaceae
9. Ordine Myricales
  1. Myricaceae
10. Ordine Casuarinales
  1. Casuarinaceae

### Sottoclasse Caryophyllidae
1. Ordine Caryophyllales
  1. Phytolaccaceae
  2. Achatocarpaceae
  3. Nyctaginaceae
  4. Aizoaceae
  5. Didiereaceae
  6. Cactaceae
  7. Chenopodiaceae
  8. Amaranthaceae
  9. Portulacaceae
  10. Basellaceae
  11. Molluginaceae
  12. Caryophyllaceae
2. Ordine Polygonales
  1. Polygonaceae
3. Ordine Plumbaginales
  1. Plumbaginaceae

### Sottoclasse Dilleniidae
1. Ordine Dilleniales
  1. Dilleniaceae
  2. Paeoniaceae
2. Ordine Theales
  1. Ochnaceae
  2. Sphaerosepalaceae
  3. Sarcolenaceae
  4. Dipterocarpaceae
  5. Caryocaraceae
  6. Theaceae (famiglia del Tè)
  7. Actinidiaceae
  8. Scytopetalaceae
  9. Pentaphylacaceae
  10. Tetrameristaceae
  11. Pellicieraceae
  12. Oncothecaceae
  13. Marcgraviaceae
  14. Quiinaceae
  15. Elatinaceae
  16. Paracryphiaceae
  17. Medusagynaceae
  18. Clusiaceae
3. Ordine Malvales
  1. Elaeocarpaceae
  2. Tiliaceae
  3. Sterculiaceae
  4. Bombacaceae
  5. Malvaceae
4. Ordine Lecythidales
  1. Lecythidaceae
5. Ordine Nepenthales
  1. Sarraceniaceae
  2. Nepenthaceae
  3. Droseraceae
6. Ordine Violales
  1. Flacourtiaceae
  2. Peridiscaceae
  3. Bixaceae
  4. Cistaceae
  5. Huaceae
  6. Lacistemataceae
  7. Scyphostegiaceae
  8. Stachyuraceae
  9. Violaceae
  10. Tamaricaceae
  11. Frankeniaceae
  12. Dioncophyllaceae
  13. Ancistrocladaceae
  14. Turneraceae
  15. Malesherbiaceae
  16. Passifloraceae
  17. Achariaceae
  18. Caricaceae
  19. Fouquieraceae
  20. Hoplestigmataceae
  21. Cucurbitaceae
  22. Datiscaceae
  23. Begoniaceae
  24. Loasaceae
7. Ordine Salicales
  1. Salicaceae
8. Ordine Capparales
  1. Tovariaceae
  2. Capparaceae
  3. Brassicaceae
  4. Moringaceae
  5. Resedaceae
9. Ordine Batales
  1. Gyrostemonaceae
  2. Bataceae
10. Ordine Ericales
  1. Cyrillaceae
  2. Clethraceae
  3. Grubbiaceae
  4. Empetraceae
  5. Epacridaceae
  6. Ericaceae
  7. Pyrolaceae
  8. Monotropaceae
11. Ordine Diapensiales
  1. Diapensiaceae
12. Ordine Ebenales
  1. Sapotaceae
  2. Ebenaceae
  3. Styracaceae
  4. Lissocarpaceae
  5. Symplocaceae
13. Ordine Primulales
  1. Theophrastaceae
  2. Myrsinaceae
  3. Primulaceae

### Sottoclasse Rosidae
1. Ordine Rosales
  1. Brunelliaceae
  2. Connaraceae
  3. Eucryphiaceae
  4. Cunoniaceae
  5. Davidsoniaceae
  6. Dialypetalanthaceae
  7. Pittosporaceae
  8. Byblidaceae
  9. Hydrangeaceae
  10. Columelliaceae
  11. Grossulariaceae
  12. Greyiaceae
  13. Bruniaceae
  14. Anisophylleaceae
  15. Alseuosmiaceae
  16. Crassulaceae
  17. Cephalotaceae
  18. Saxifragaceae
  19. Rosaceae
  20. Neuradaceae
  21. Crossosomataceae
  22. Chrysobalanaceae
  23. Surianaceae
  24. Rhadbdodendraceae
2. Ordine Fabales
  1. Mimosaceae
  2. Caesalpinaceae
  3. Fabaceae
3. Ordine Proteales
  1. Elaeagnaceae
  2. Proteaceae
4. Ordine Podostemales
  1. Podostemaceae
5. Ordine Haloragales
  1. Haloragaceae
  2. Gunneraceae
6. Ordine Myrtales
  1. Sonneratiaceae
  2. Lythraceae
  3. Penaeaceae
  4. Crypteroniaceae
  5. Thymelaeaceae
  6. Trapaceae
  7. Myrtaceae
  8. Punicaceae
  9. Onagraceae
  10. Oliniaceae
  11. Melastomataceae
  12. Combretaceae
7. Ordine Rhizophorales
  1. Rhizophoraceae
8. Ordine Cornales
  1. Alangiaceae
  2. Nyssaceae
  3. Cornaceae
  4. Garryaceae
9. Ordine Santalales
  1. Medusandraceae
  2. Dipentodontaceae
  3. Olacaceae
  4. Opiliaceae
  5. Santalaceae
  6. Misodendraceae
  7. Loranthaceae
  8. Viscaceae
  9. Eremolepidaceae
  10. Balanophoraceae
10. Ordine Rafflesiales
  1. Hydnoraceae
  2. Mitrastemonaceae
  3. Rafflesiaceae
11. Ordine Celastrales
  1. Geissolomataceae
  2. Celastraceae
  3. Hippocrataceae
  4. Stackhousiaceae
  5. Salvadoraceae
  6. Aquifoliaceae
  7. Icacinaceae
  8. Aextoxicaceae
  9. Cardiopteridaceae
  10. Corynocarpaceae
  11. Dichapetalaceae
12. Ordine Euphorbiales
  1. Buxaceae
  2. Simmondsiaceae
  3. Pandaceae
  4. Euphorbiaceae
13. Ordine Rhamnales
  1. Rhamnaceae
  2. Leeaceae
  3. Vitaceae
14. Ordine Linales
  1. Erythroxylaceae
  2. Humiriaceae
  3. Ixonanthaceae
  4. Hugoniaceae
  5. Linaceae
15. Ordine Polygalales
  1. Malpighiaceae
  2. Vochysiaceae
  3. Trigoniaceae
  4. Tremandraceae
  5. Polygalaceae
  6. Xanthophyllaceae
  7. Krameriaceae
16. Ordine Sapindales
  1. Staphyleaceae
  2. Melianthaceae
  3. Bretschneideraceae
  4. Akaniaceae
  5. Sapindaceae
  6. Hippocastanaceae
  7. Aceraceae
  8. Burseraceae
  9. Anacardiaceae
  10. Julianiaceae
  11. Simaroubaceae
  12. Cneoraceae
  13. Meliaceae
  14. Rutaceae
  15. Zygophyllaceae
17. Ordine Geraniales
  1. Oxalidaceae
  2. Geraniaceae
  3. Limnanthaceae
  4. Tropaeolaceae
  5. Balsaminaceae
18. Ordine Apiales
  1. Araliaceae
  2. Apiaceae

### Sottoclasse Asteridae
1. Ordine Gentianales
  1. Loganiaceae
  2. Retziaceae
  3. Gentianaceae
  4. Saccifoliaceae
  5. Apocynaceae
  6. Asclepidaceae
2. Ordine Solanales
  1. Duckeodendraceae
  2. Nolanaceae
  3. Solanaceae
  4. Convolvulaceae
  5. Cuscutaceae
  6. Menyanthaceae
  7. Polemoniaceae
  8. Hydrophyllaceae
3. Ordine Lamiales
  1. Lennoaceae
  2. Boraginaceae
  3. Verbenaceae
  4. Lamiaceae
4. Ordine Scrophulariales
  1. Buddlejaceae
  2. Oleaceae
  3. Scrophulariaceae
  4. Globulariaceae
  5. Myoporaceae
  6. Orobanchaceae
  7. Gesneriaceae
  8. Acanthaceae
  9. Pedaliaceae
  10. Bignoniaceae
  11. Mendonciaceae
  12. Lentibulariaceae
5. Ordine Callitrichales
  1. Hippuridaceae
  2. Callitrichaceae
  3. Hydrostachyaceae
6. Ordine Plantaginales
  1. Plantaginaceae
7. Ordine Campanulales
  1. Pentaphragmataceae
  2. Sphenocleaceae
  3. Campanulaceae
  4. Stylidiaceae
  5. Donatiaceae
  6. Brunoniaceae
  7. Goodeniaceae
8. Ordine Rubiales
  1. Rubiaceae
  2. Theligonaceae
9. Ordine Dipsacales
  1. Caprifoliaceae
  2. Adoxaceae
  3. Valerianaceae
  4. Dipsacaceae
10. Ordine Calycerales
  1. Calyceraceae
11. Ordine Asterales
  1. Asteraceae

## Classe Liliopsida (monocotiledoni)

### Sottoclasse Alismatidae
1. Ordine Alismatales
  1. Butomaceae
  2. Limnocharitaceae
  3. Alismataceae
2. Ordine Hydrocharitales
  1. Hydrocharitaceae
3. Ordine Najadales
  1. Aponogetonaceae
  2. Scheuchzeriaceae
  3. Juncaginaceae
  4. Potamogetonaceae
  5. Ruppiaceae
  6. Najadaceae
  7. Zannichelliaceae
  8. Posidoniaceae
  9. Cymodoceaceae
  10. Zosteraceae
4. Ordine Triuridales
  1. Petrosaviaceae
  2. Triuridaceae

### Sottoclasse Arecidae
1. Ordine Arecales
  1. Arecaceae
2. Ordine Cyclanthales
  1. Cyclanthaceae
3. Ordine Pandanales
  1. Pandanaceae
4. Ordine Arales
  1. Araceae
  2. Lemnaceae

### Sottoclasse Commelinidae
1. Ordine Commelinales
  1. Rapateaceae
  2. Xyridaceae
  3. Mayacaceae
  4. Commelinaceae
2. Ordine Eriocaulales
  1. Eriocaulaceae
3. Ordine Restionales
  1. Flagellariaceae
  2. Joinvilleaceae
  3. Restionaceae
  4. Centrolepidaceae
4. Ordine Juncales
  1. Juncaceae
  2. Thurniaceae
5. Ordine Cyperales
  1. Cyperaceae
  2. Poaceae
6. Ordine Hydatellales
  1. Hydatellaceae
7. Ordine Typhales
  1. Sparganiaceae
  2. Typhaceae

### Sottoclasse Zingiberidae
1. Ordine Bromeliales
  1. Bromeliaceae
2. Ordine Zingiberales
  1. Strelitziaceae
  2. Heliconiaceae
  3. Musaceae
  4. Lowiaceae
  5. Zingiberaceae
  6. Costaceae
  7. Cannaceae
  8. Marantaceae

### Sottoclasse Liliidae
1. Ordine Liliales
  1. Philydraceae
  2. Pontederiaceae
  3. Haemodoraceae
  4. Cyanastraceae
  5. Liliaceae
  6. Iridaceae
  7. Velloziaceae
  8. Aloeaceae
  9. Agavaceae
  10. Xanthorrhoeaceae
  11. Hanguanaceae
  12. Taccaceae
  13. Stemonaceae
  14. Smilacaceae
  15. Dioscoreaceae
2. Ordine Orchidales
  1. Geosiridaceae
  2. Burmanniaceae
  3. Corsiaceae
  4. Orchidaceae